# Al-Afdal Ali
Al-Afdal Ali, arab. الأفضل علي (pełne imię: al-Malik al-Afdal Nur ad-Din Abu al-Hasan Ali Ibn Salah ad-Din) (ur. 1169/1170, zm. 1225 w Samosacie) – ajjubidzki sułtan Damaszku w latach 1193–1196.
Był najstarszym synem Saladyna (1174–1193). Jeszcze za życia ojca otrzymał w zarząd Damaszek i po jego śmierci został uznany za przywódcę rodu Ajjubidów. Szybko jednak zniechęcił do siebie poddanych i krewnych, odsuwając dawnych ministrów swojego ojca i powierzając rządy wezyrowi Ibn al-Asirowi, samemu zaś lekceważąc sprawy państwa, a spędzając czas na rozrywkach. W roku 1194 został zaatakowany przez swojego brata, rządzącego w Egipcie Al-Aziza (1193–1198), z którym wcześniej zdążył się poróżnić. Al-Afdal wezwał na pomoc swojego wuja, Al-Adila (1200–1218), który doprowadził do zawarcia nowego układu pomiędzy trzema synami Saladyna. Al-Aziz otrzymał Judeę, a rządzący w Aleppo Az-Zahir (1193–1216) Laodyceę i Dżablę, przy czym obaj uznawali zwierzchnictwo Al-Afdala. W następnym roku Al-Aziz jednak ponownie zaatakował Damaszek. Al-Adil także tym razem wsparł Al-Afdala i niektórzy emirowie zaczęli opuszczać armię Al-Aziza. Wykorzystując to Al-Afdal przepędził armię brata do Egiptu i rozpoczął przygotowania do jego inwazji, zrezygnował jednak z tych planów, gdy Al-Adil zagroził, że w razie ataku na Egipt przejdzie na stronę Al-Aziza. Ostatecznie rządy wezyra Ibn al-Asira doprowadziły do rewolty wasali Al-Afdala i w tej sytuacji Al-Adil zdecydował sprzymierzyć się z Al-Azizem. W lipcu 1196 roku zajął z jego pomocą Damaszek, w którym odtąd miał sprawować władzę jako namiestnik nowego najwyższego sułtana Ajjubidów, Al-Aziza. Pozbawiony władzy Al-Afdal został skazany na zesłanie do niewielkiego miasta Salchad.
Al-Aziz zmarł 29 listopada 1198 roku, pozostawiając po sobie dwunastoletniego syna Al-Mansura (1198–1199). Ważną rolę w polityce Ajjubidów odgrywały gwardie przyboczne, z których najpotężniejszymi były utworzona u zarania dynastii przez Szirkuha Al-Asadijja i utworzona przez Saladyna As-Salahijja. Niechętna aspiracjom Al-Adila Al-Asadijja wezwała Al-Afdala by ten przejął regencję w Egipcie, co też uczynił on w następnym roku. Al-Adila poparła natomiast gwardia As-Salahijja. Al-Afdal sprzymierzył się przeciwko swojemu wujowi z Az-Zahirem i rządzącym w Himsie Al-Mudżahidem (1186–1240). Od czerwca do stycznia 1200 roku sprzymierzeni oblegali Al-Adila w Damaszku, ten zaś za pomocą zręcznych zabiegów dyplomatycznych pozyskiwał dla swojej sprawy wasali Al-Afdala i doprowadzał do waśni w szeregach wrogiej mu koalicji. W rezultacie kiedy w styczniu 1200 roku pod miasto przybył z armią z Al-Dżaziry syn Al-Adila Al-Kamil (1218–1238) poróżnieni sprzymierzeńcy odeszli spod Damaszku każdy w swoją stronę. Teraz Al-Adil udał się w pościg za Al-Afdalem aż do Egiptu i pokonał jego wojska pod Bilbajs. W lutym 1200 roku Al-Afdal skapitulował przed swoim wujem i usunął się ponownie do Salchadu. Nadal niepokonany Az-Zahir szybko jednak przekonał go do ponownego zaatakowania Al-Adila, zaś do Al-Afdala przyłączyły się oddziały As-Salahijji z Palestyny, zniechęcone do Al-Adila po tym jak ten usunął młodego Al-Mansura i sam obwołał się sułtanem. W sierpniu 1201 roku bracia ponownie oblegali Damaszek. I tym razem Al-Adil skłócił ich pomiędzy sobą, obiecując Al-Afdalowi rządy w Samosacie i Majjafarikinie (dzis. Silvan). Kiedy Az-Zahira zaczęli masowo opuszczać jego wasale przystał on na zawarcie pokoju, zgodnie z którym uznawał zwierzchnictwo Al-Adila. Al-Afdal otrzymał jedynie Samosatę.
Od roku 1203 Al-Afdal podlegał zwierzchnictwu anatolijskich Seldżuków. W roku 1216 zmarł Az-Zahir, a atabegiem jego małoletniego syna Al-Aziza (1216–1236) został eunuch Tughril. Wroga mu partia zwróciła się do Al-Afdala, który przekonał do interwencji sułtana Seldżuków Kajkawusa (1211–1220). Sytuacja wydawała się sprzyjać zamiarom Al-Afdala, ponieważ Ajjubidzi musieli właśnie odpierać atak piątej wyprawy krzyżowej. Na początku czerwca 1218 roku armia Kajkawusa i Al-Afdala została jednak pokonana pod Biza'a przez syna Al-Adila Al-Aszrafa (1218–1237). Al-Afdal dożył swoich dni w Samosacie jako wasal Seldżuków.